# Kanał Dziewiątego Stopnia
Kanał Dziewiątego Stopnia – kanał morski oddzielający Lakszadiwy od wyspy Minicoy i okolicznych małych wysepek.
Łączy Morze Arabskie z Morzem Lakszadiwskim. Liczy około 100 km długości i maksymalnie 2597 m głębokości.